# Marcel van 't Hek
Marcel van 't Hek (Arcen, 11 mei 1973) is een voormalig Nederlands voetballer. Hij stond onder contract bij VVV.

## Spelerscarrière
Van 't Hek doorliep de jeugdopleiding van VVV, waar ook zijn vader Jan van 't Hek jarenlang als profvoetballer actief was geweest. Tijdens zijn debuut in het betaald voetbal op 15 augustus 1992 scoorde Marcel van 't Hek direct een doelpunt in een thuiswedstrijd tegen TOP Oss (5-1). In zijn tweede profseizoen deed trainer Frans Körver geen beroep meer op de aanvaller. Nadien speelde hij nog voor onder meer Viktoria Goch, RKSV Venlo, Scharz-Weiß Elmpt, VV VOS en opnieuw RKSV Venlo. In 2009 sloot hij zijn loopbaan af bij zijn jeugdclub DEV-Arcen.

## Statistieken
| Seizoen         | Club            | Competitie      | Competitie | Competitie | Beker | Beker | Playoff | Playoff | Totaal | Totaal |
| Seizoen         | Club            | Competitie      | Wed.       | Dlp.       | Wed.  | Dlp.  | Wed.    | Dlp.    | Wed.   | Dlp.   |
| --------------- | --------------- | --------------- | ---------- | ---------- | ----- | ----- | ------- | ------- | ------ | ------ |
| 1992/93         | VVV             | Eerste divisie  | 13         | 1          | 0     | 0     | –       | –       | 13     | 1      |
| 1993/94         | VVV             | Eredivisie      | 0          | 0          | 0     | 0     | 0       | 0       | 0      | 0      |
| Carrière totaal | Carrière totaal | Carrière totaal | 13         | 1          | 0     | 0     | 0       | 0       | 13     | 1      |